# 15世纪
| 千纪： | 1千纪 \| 2千纪 \| 3千纪                                                                                              |
| 世纪： | 12世纪 \| 13世纪 \| 14世纪 \| 15世纪 \| 16世纪 \| 17世纪 \| 18世纪                                                   |
| 年代： | 1400年代 \| 1410年代 \| 1420年代 \| 1430年代 \| 1440年代 \| 1450年代 \| 1460年代 \| 1470年代 \| 1480年代 \| 1490年代 |

1401年1月1日至1500年12月31日的这一段期间被称为15世纪。15世纪是开辟新航路的一个世纪。

## 重要事件、发展与成就
- 科学技术
  - 約1430年，揚.凡.艾克發明油畫
  - 1448年–1457年，日耳曼人古騰堡發明金屬活字印刷術。
- 战争与政治
  - 1405年，中國明朝鄭和率領艦隊展開航海事業，远达红海。
  - 1414年，神聖羅馬帝國皇帝西吉斯蒙德召開康士坦茲大公會議。
  - 1419年，胡斯戰爭開打。
  - 1420年，葡萄牙恩里克王子创办航海学校。
  - 1422年，永乐皇帝把中国首都从南京迁到北京。
  - 1429年，圣女贞德结束了奥尔良的围困。
  - 1431年，聖女貞德遭處刑。
  - 1436年，胡斯戰爭結束。
  - 1453年，拜占庭帝國被鄂圖曼帝國消滅，英法百年戰爭終結，象徵中世紀結束。
  - 1441年，克里米亞汗國從金帳汗國中獨立。
  - 1455年，英格蘭王國的玫瑰戰爭開打。
  - 1467年，日本發生應仁之亂，展開長達百年的內戰時代。
  - 1479年，西班牙王國建立。
  - 1480年，莫斯科大公國獨立。
  - 1485年，英格蘭王國的玫瑰戰爭結束。
  - 1492年，西班牙攻克伊斯兰势力在伊比利亚半岛的最后一个城堡格拉纳达。
  - 1492年，航海家哥伦布从西班牙登陆美洲。
  - 葡萄牙和西班牙率先进行远洋探险，迪亚士、哥伦布、达伽马先后出航，地理大发现时代开始兴起。
- 天灾人祸
  - 1410年黄河泛滥：一场发生于明成祖永乐八年的自然灾害[1]，这一年秋，河堤决口，坏开封旧城，致使1.4万户人口罹难，淹没农田7500余顷，到十二月又坏城200余丈。[2]
  - 1490年庆阳流星雨事件：1490年，中国慶陽市的天空之中，降下了石雨，大如鵝卵，小如水栗（荸薺），砸死了1萬多人，致使當地居住在城裡的人，全都慌忙逃到了別的地方[3][4]。
  - 明应地震：1498年9月20日，日本南海道发生大地震。地震规模估计高达8.6 M S，并引起海啸侵袭陆地。明应地震造成的死亡人数并不确定，根据当时纪录罹难人数介于26,000至31,000人之间[5]。
- 文化娱乐

- 社會與經濟

- 疾病与医学

- 环境与自然资源

- 宗教與哲學